# Alenquer
Alenquer  este un oraș în Pará (PA), Brazilia.